# Григор'єв Володимир Сергійович
Володимир Сергійович Григор'єв (14 жовтня 1910, місто Луганськ Катеринославської губернії, тепер Луганської області — 28 березня 1986, Київ) — український радянський діяч, фахівець у галузі будівництва, міністр промисловості будівельних матеріалів УРСР. Кандидат технічних наук (1951), старший науковий співробітник (1957), доктор технічних наук (1966), професор (1967), член-кореспондент Академії архітектури УРСР (1950). Дійсний член Академії будівництва та архітектури УРСР (1958). Депутат Верховної Ради УРСР 4-го скликання. Кандидат в члени ЦК КПУ в 1952—1956 роках.

## Біографія
Народився 1 (14) жовтня 1910 року в родині службовця-залізничника.
Трудову діяльність розпочав у 1922 році розсильним Донецького губернського земельного управління у місті Бахмуті. У 1924 році разом із родиною переїздить у місто Луганськ, де у 1927 році закінчив залізничну семирічну школу.
У 1927—1930 роках — студент Луганського технікуму шляхів сполучення, здобув спеціальність техніка-будівельника.
У 1930—1931 роках — технік 4-го будівельного району Катеринославської залізниці, технік на будівництві Луганського паровозобудівного заводу.
З 1931 року навчався на вечірньому відділі Харківського інженерно-будівельного інституту. Одночасно працював техніком 6-го Державного будівельного тресту (потім реорганізованого у трест № 19) Наркомату важкої промисловості СРСР у Харкові.
У 1936 році закінчив Харківський інженерно-будівельний інститут.
У 1936—1939 роках — технік, інженер машинобудівного тресту № 19 у Харкові. У 1939 — 1941 р. — старший інженер з швидкісного будівництва Центральної науково-дослідної лабораторії будівельного тресту № 19 у Харкові.
Член ВКП(б) з 1940 року.
У 1941—1944 роках — головний інженер союзної Центральної науково-дослідної лабораторії «Південбуд ЦНДЛ» Наркомату будівництва СРСР у Харкові (з 1941 року — в Магнітогорську, РРФСР).
У 1944—1948 роках — заступник директора з наукової роботи Південного науково-дослідного інституту промисловості будівництва. У 1948—1952 роках — директор Південного науково-дослідного інституту промисловості будівництва в Харкові.
6 травня 1952 — 29 серпня 1956 року — міністр промисловості будівельних матеріалів Української РСР.
У серпні 1956 — 1973 року — директор Науково-дослідного інституту будівельних матеріалів і виробів Академії будівництва та архітектури УРСР у Києві.
У 1973—1986 роках — професор Київського інституту будівництва і архітектури.
Основні праці з технології виробництва будівельних матеріалів, головним чином з металургійних шлаків. Розробив теоретичні основи підготовки шлакової сировини, охолодження вогнянорідкого розплаву, регулювання пористої структури напівфабрикату; принципово новий технологічний процес перероблення вогнянорідких шлаків на високоякісні пористі заповнювачі легких бетонів — гідроекранний спосіб; визначив засоби підвищення якості в'яжучого на основі доменних шлаків.
Похований у Києві.

## Нагороди
- два ордени Трудового Червоного Прапора
- орден Червоної Зірки (1943)
- медалі
- лауреат Сталінської премії (1946)